# ووت اف۶یو پایرت
ووت اف۶یو پایرت (به انگلیسی: Vought F6U Pirate) یک هواپیمای ساختِ کارخانهٔ ووت در کشور ایالات متحده آمریکا است. این هواپیما برای نخستین بار در ۲ اکتبر ۱۹۴۶ میلادی مورد استفاده قرار گرفت.